# حاجبية صفراء
الحاجبية الصفراء (باللاتينية: Ophrys lutea) نوع نباتي ينتمي إلى جنس الحاجبية من الفصيلة السحلبية.

## الأنوعة التابعة لهذا النوع
يضم ثلاثة أنوعة هي:
- الحاجبية الصفراء النمطية (باللاتينية: Ophrys lutea subsp. lutea.) في بلاد الشام والمغرب العربي ومعظم مناطق حوض البحر الأبيض المتوسط
- الحاجبية الصفراء الجليلية (باللاتينية: Ophrys lutea subsp. galilaea (H.Fleischm. & Bornm.) Soó) في بلاد الشام والمغرب العربي ومعظم مناطق شمال حوض البحر الأبيض المتوسط
- الحاجبية الصفراء اليونانية (باللاتينية: Ophrys lutea subsp. melena Renz]) في اليونان وألبانيا

## مرادفات للاسم العلمي
- (باللاتينية: Arachnites luteus (Cav.) Tod.)
- (باللاتينية: Ophrys aranifera subsp. pseudospeculum (DC.) Corb.)
- (باللاتينية: Ophrys aranifera var. pseudospeculum (DC.) Nyman)
- (باللاتينية: Ophrys corsica Soleirol ex G.Foelsche & W.Foelsche)
- (باللاتينية: Ophrys glabra Pers.)
- (باللاتينية: Ophrys insectifera var. glaberrima Desf.)
- (باللاتينية: Ophrys insectifera var. lutea Gouan)
- (باللاتينية: Ophrys lutea subsp. corsica (Soleirol ex G.Foelsche & W.Foelsche) Kreutz)
- (باللاتينية: Ophrys lutea var. grandiflora A.Terracc.)
- (باللاتينية: Ophrys lutea subsp. lutea)
- (باللاتينية: Ophrys lutea subsp. phryganae (Devillers-Tersch. & Devillers) Melki)
- (باللاتينية: Ophrys lutea subsp. pseudospeculum (DC.) Kerguélen)
- (باللاتينية: Ophrys lutea var. speculissima F.M.Vázquez)
- (باللاتينية: Ophrys phryganae Devillers-Tersch. & Devillers)
- (باللاتينية: Ophrys pseudospeculum DC.)
- (باللاتينية: Ophrys pseudospeculum A. DC.)
- (باللاتينية: Ophrys speculum Steud. [Invalid])
- (باللاتينية: Ophrys sphegodes subsp. pseudospeculum (DC.) O.Schwarz)
- (باللاتينية: Ophrys vespifera Brot.)